# La Fille du nord
Pour plus de détails, voir Fiche technique et Distribution.
La Fille du nord (titre original : Second Fiddle) est un film américain réalisé par Sidney Lanfield, sorti en 1939.

## Fiche technique
- Titre : La Fille du nord
- Titre original : Second Fiddle
- Réalisation : Sidney Lanfield
- Scénario : George Bradshaw et Brown Holmes (non crédité) d'après une histoire de George Bradshaw
- Direction musicale : Louis Silvers
- Musique : Cyril J. Mockridge et David Raksin (non crédités)
- Chorégraphe : Harry Losee
- Photographie : Leon Shamroy
- Montage : Robert L. Simpson
- Direction artistique : Richard Day et Hans Peters
- Décorateur de plateau : Thomas Little
- Costumes : Royer, David Preston (non crédité) et Marguerite Royce (non crédité)
- Production : Gene Markey et Darryl F. Zanuck
- Société de production : 20th Century Fox
- Pays de production :  États-Unis
- Format : Noir & blanc - 35 mm - 1,37:1 - Son : Mono (Western Electric Microphonic Recording)
- Genre : Film musical
- Durée : 85 minutes
- Dates de sortie : 
  - États-Unis :  30 juin 1939
  - France : 25 octobre 1939

## Distribution
- Sonja Henie : Trudi Hovland
- Tyrone Power : Jimmy Sutton
- Rudy Vallee : Roger Maxwell
- Edna May Oliver : Tante Phoebe
- Mary Healy : Jean Varick
- Lyle Talbot : Willie Hogger
- Alan Dinehart : George 'Whit' Whitney
- Minna Gombell : Jenny
- Stewart Reburn : Partenaire de patinage
- Spencer Charters : Joe Clayton
- Charles Lane : Voix du chef de studio
- John Hiestand : Annonceur
- George Chandler : Conducteur de taxi
- Irving Bacon : Premier juge de paix
- Maurice Cass : Second juge de paix
- The Brian Sisters : Elles-mêmes
- Leyland Hodgson : Henry

Acteurs non crédités
- Edward Earle : Gregg
- Frank McGlynn Sr. : l'acteur de théâtre incarnant Abraham Lincoln
- Gene Nelson : Figurant
- Barry Norton : Patron de boîte de nuit
- Anne O'Neal : Mère de la petite fille
- Frederick Vroom : Figurant
- Victor Wong : Annonceur chinois à la radio